# Taubespelen
Taubespelen var en årligen återkommande musikfestival som arrangerades mellan 1995 och 2017. Festivalen ägde rum på Ängön i Orusts kommun till och med 2012, i Grebbestad 2013-2015 och vid Göksäter på Orust 2016-2017.
På festivalen tolkade svenska artister Evert Taubes visor vilket blandades med allsång, artisternas egna låtar och andra uppträdanden. Evert Taubes egen son Sven-Bertil Taube medverkade på nästan alla Taubespel. 
Några artister som har spelat på festivalen är Ola Salo, Carola, Timo Räisinen, Rickard Wolff, Peter Jöback, Sarah Dawn Finer och Freddie Wadling.
2018 skulle festivalen ha ägt rum i Ellös den 14-15 juli men ställdes in på grund av för få sålda biljetter.